# Tronie

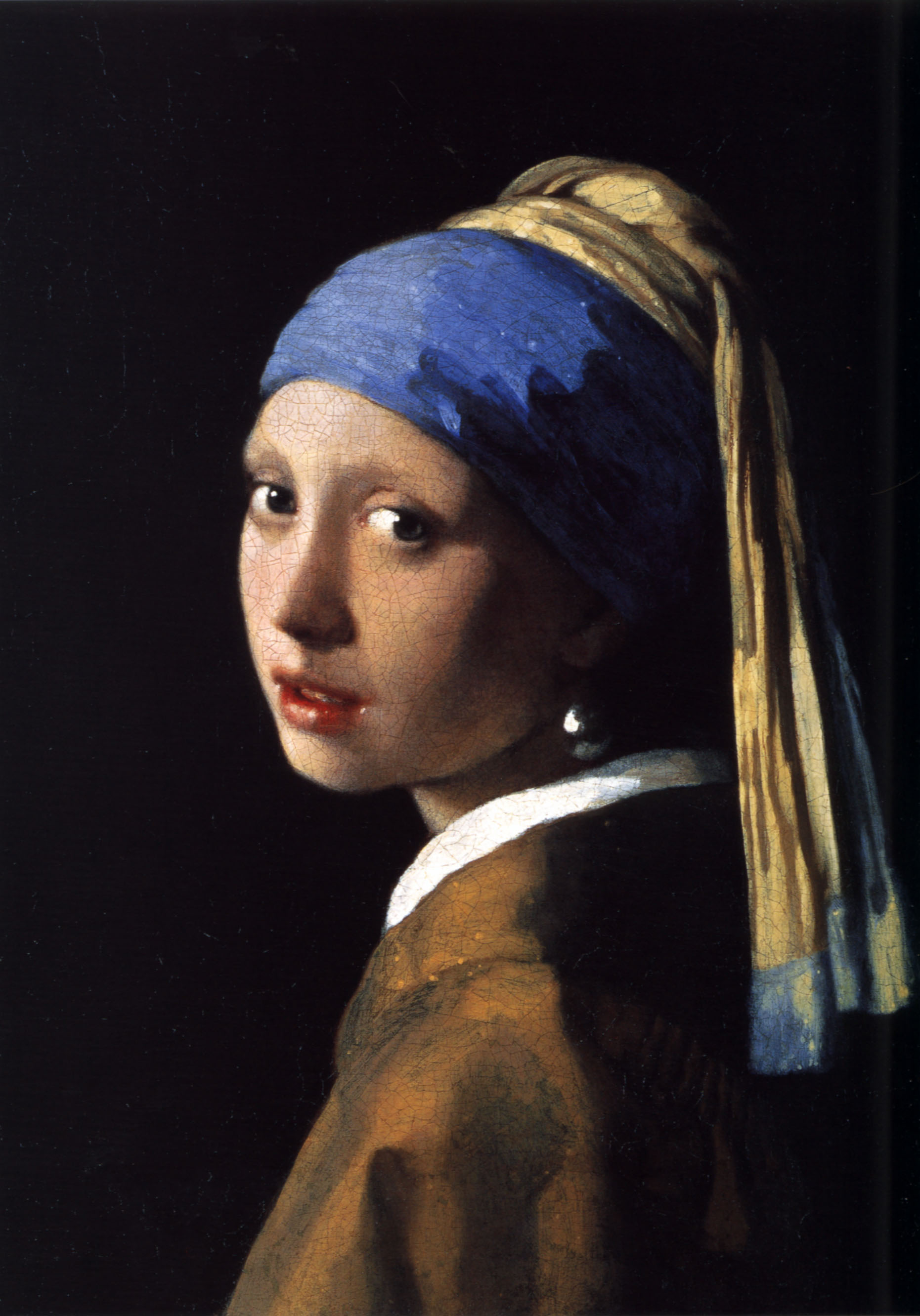
Johannes Vermeers Flicka med pärlörhänge

Tronie är en term i nederländsk och flamländsk barockkonst och innebär ett generiskt ansiktsporträtt.
Avsikten med tronie är inte att avporträttera en namngiven person. Det kan användas som en porträttkonstnärs arbetsprov eller reklammålning för att visa upp sin förmåga att utföra porträtt mot beställning, men tronies var också en undergenre i sig. En tronie kan ses som en konstnärlig utforskning av bestämda ansiktsuttryck eller karaktärsdrag. De behöver inte vara en exakt avbildning av modellen.
Rembrandt van Rijn gjorde många tronies, till exempel studier av hustrun och av sonen. Tre av Johannes Vermeer målningar vid auktionen efter Jacob Dissius 1696 karaktäriserades i auktionsprotokollet som tronies, inklusive troligen Flicka med pärlörhänge.

## Fotogalleri

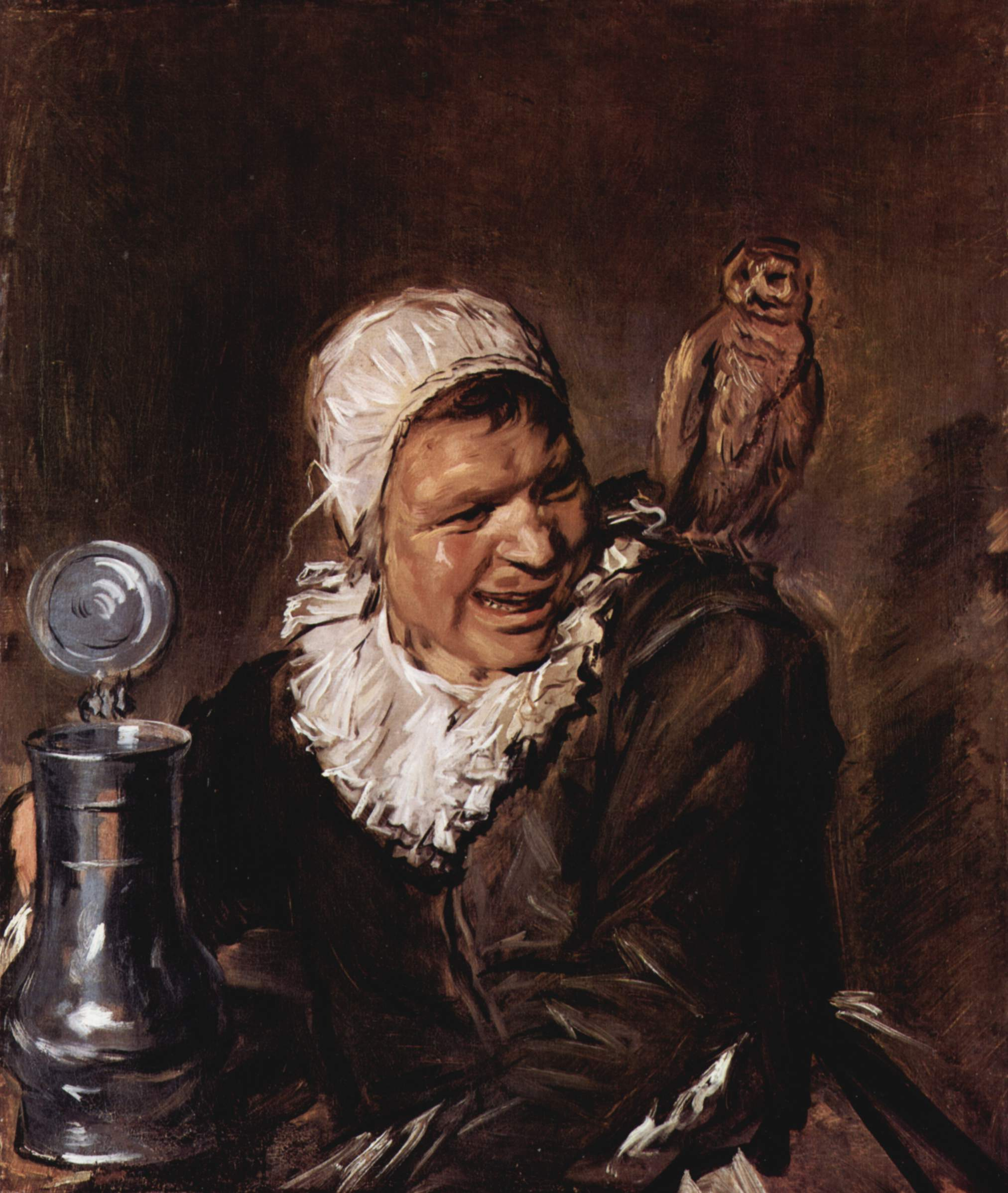
Frans Hals, Malle Babbe
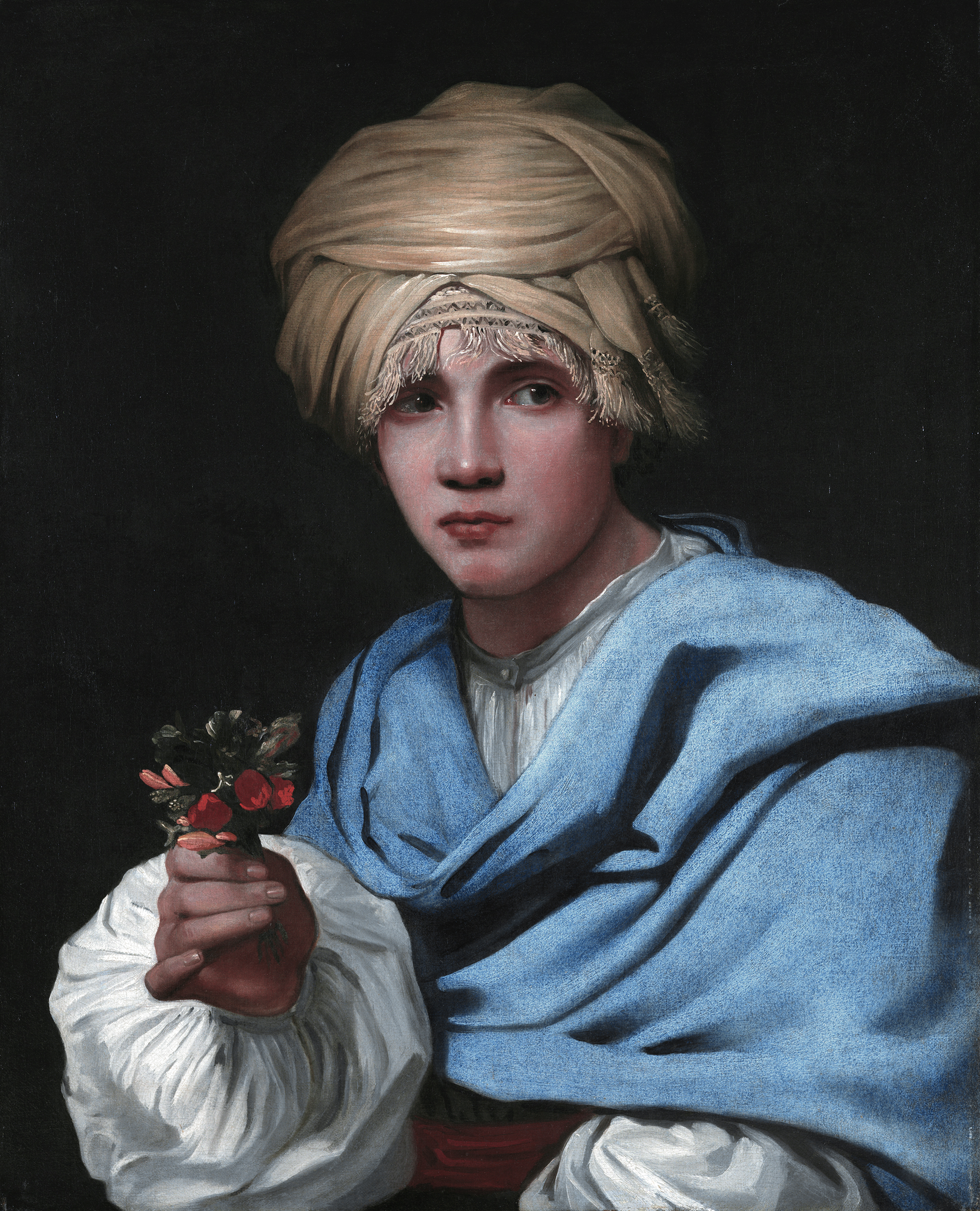
Michael Sweerts, Pojke i turban hållande en bukett
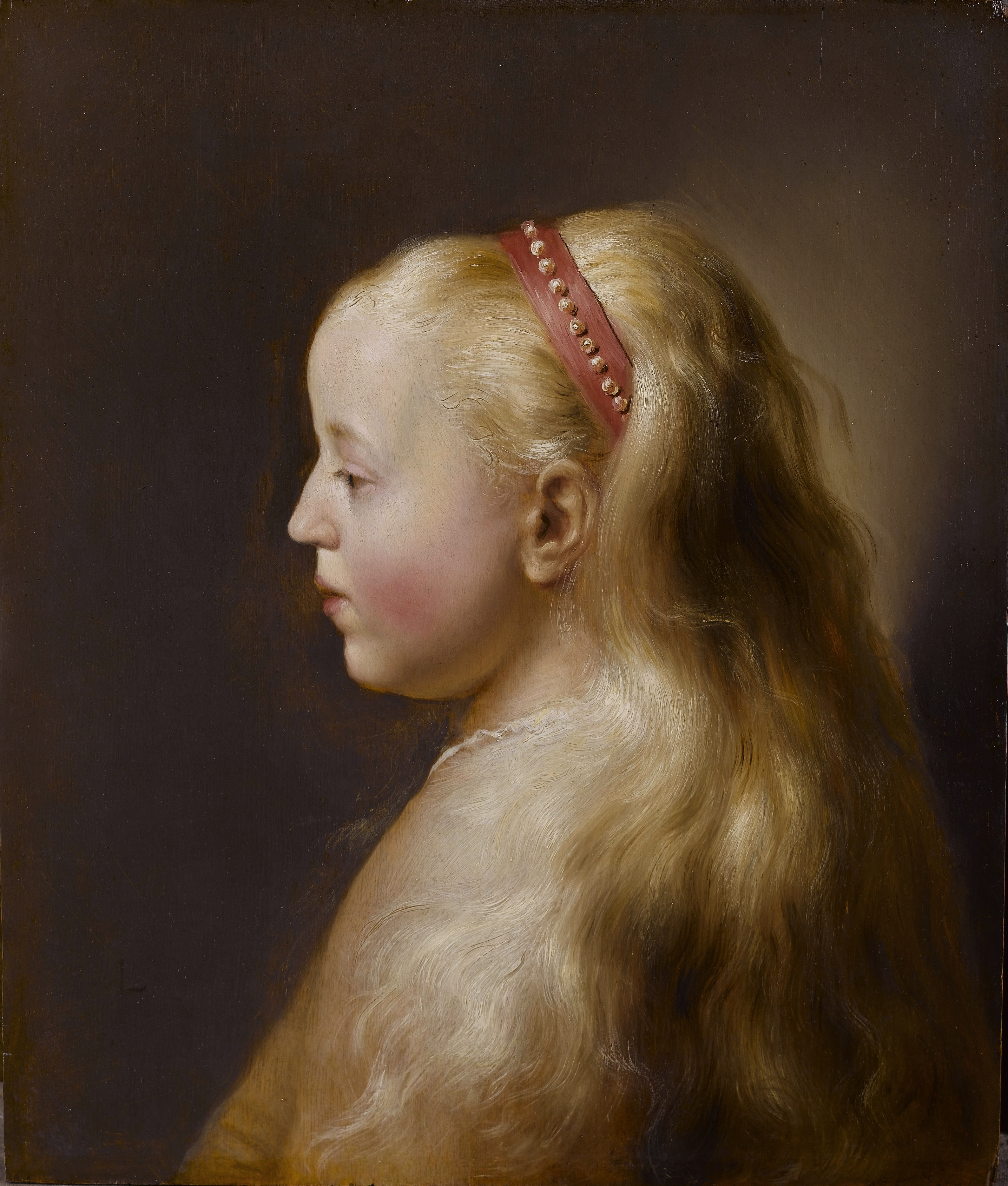
Jan Lievens, En ung flicka
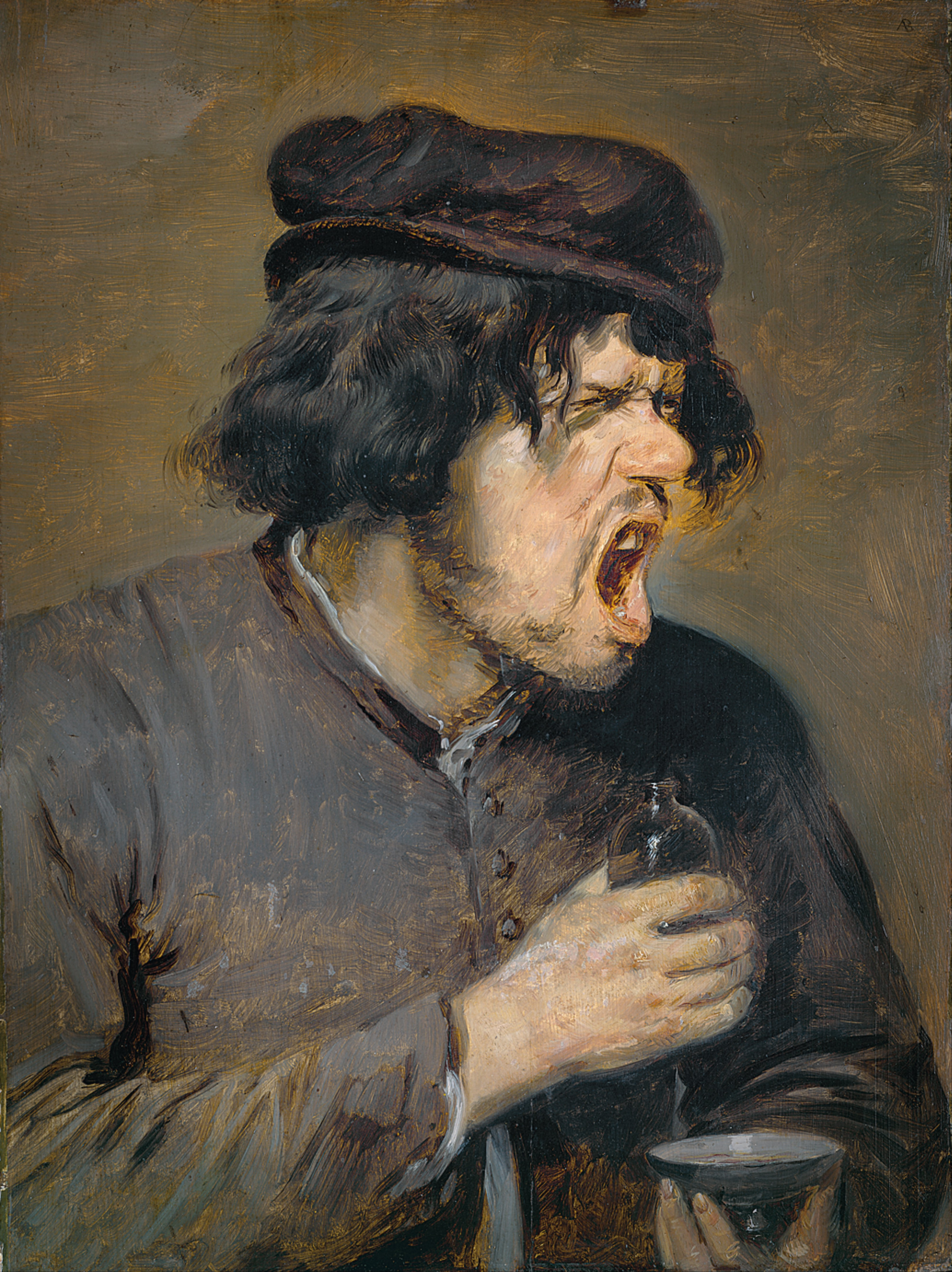
Adriaen Brouwer, Den bittra drycken
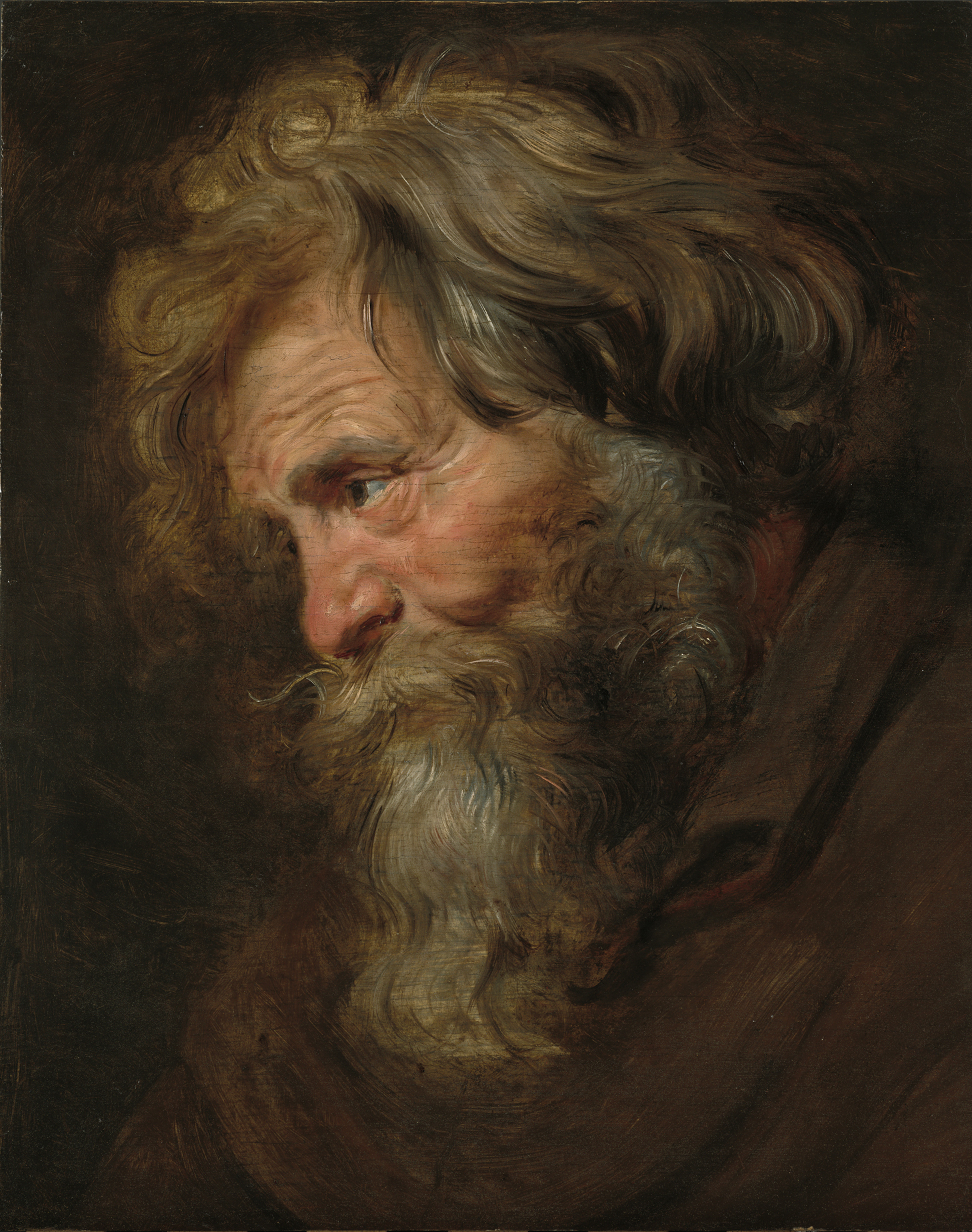
Peter Paul Rubens, Studie av ett huvud
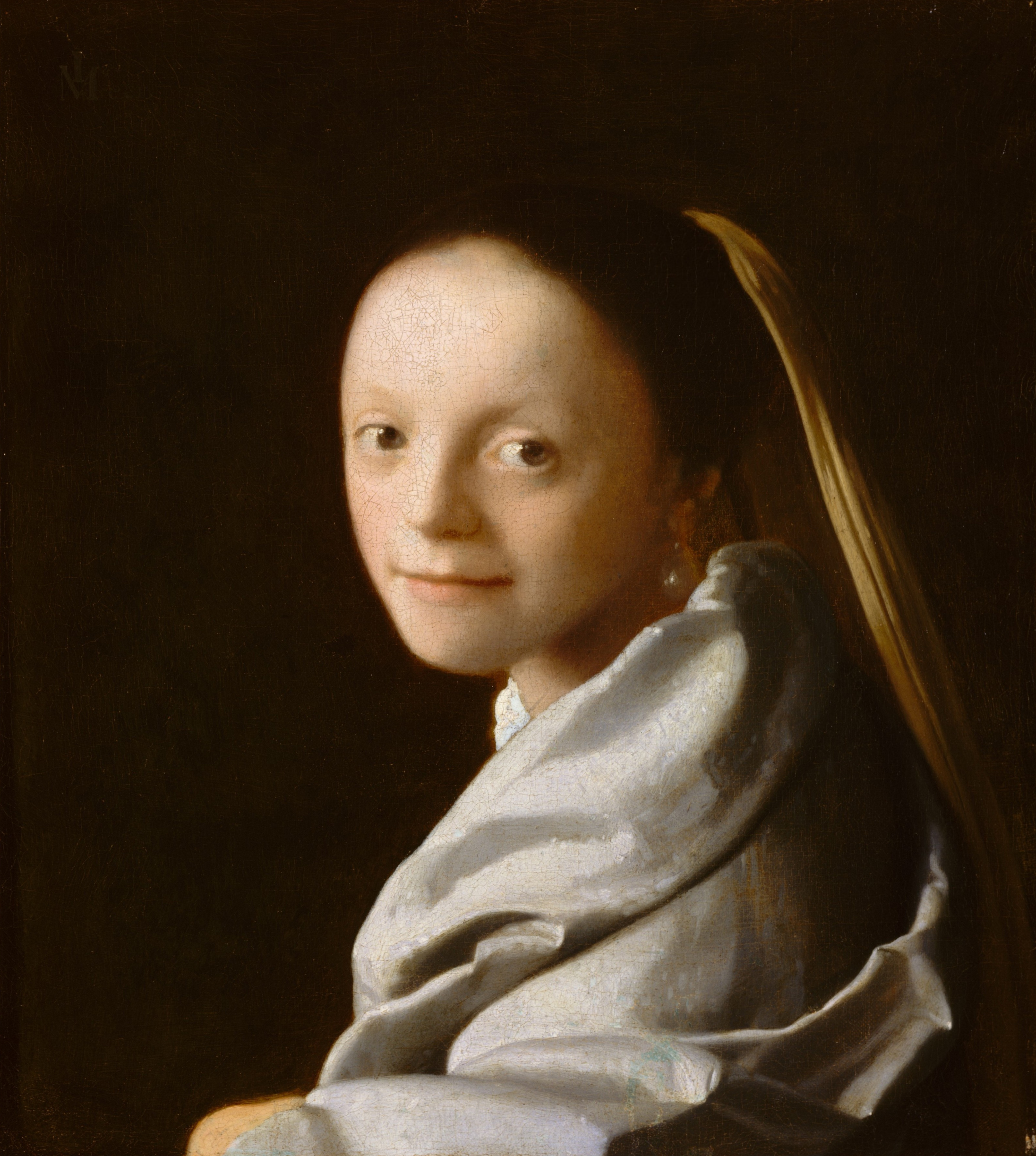
Johannes Vermeer, Studie av en ung flicka
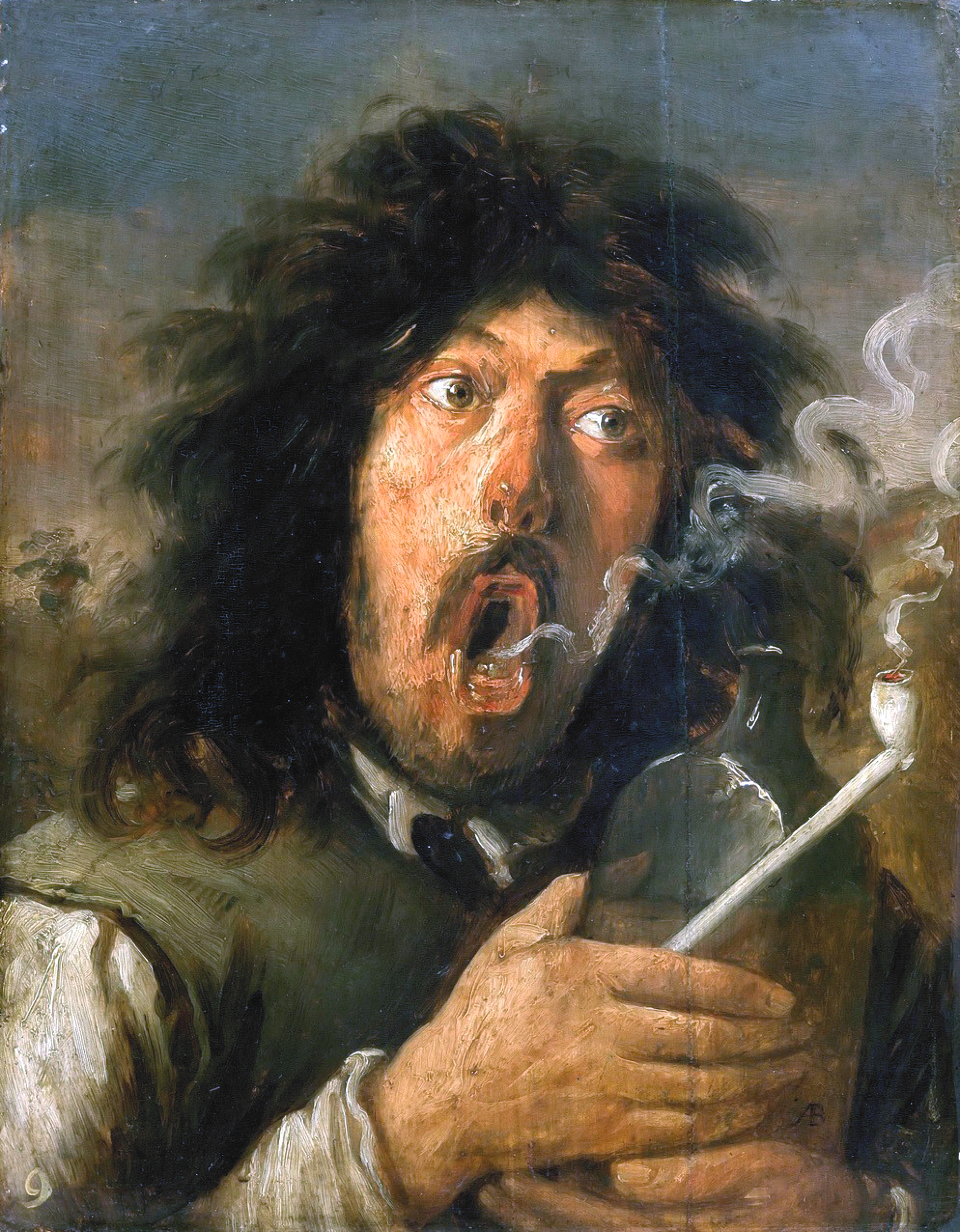
Joos van Craesbeecks Rökaren